# Comté de Strafford
Pour les articles homonymes, voir Strafford.
Le comté de Strafford est un comté situé dans le sud-est de l'État américain du New Hampshire. Son siège est à la ville de Dover. Selon le recensement de 2020, sa population est de 130 889 habitants.

## Géographie
La superficie du comté est de 994 km2, dont 955 km2 de terre. 

### Géolocalisation
| Comté de Belknap   | Comté de Carroll (New Hampshire)    |                       |
| Comté de Merrimack | Comté de Strafford                  | Comté de York (Maine) |
|                    | Comté de Rockingham (New Hampshire) |                       |

## Démographie
Lors du recensement de 2010, le comté comptait une population de 123 143 habitants. Elle est estimée, en 2017, à 128 613 habitants.
| Groupe            | Comté de Strafford | New Hampshire | États-Unis |
| ----------------- | ------------------ | ------------- | ---------- |
| Blancs            | 93,8               | 93,1          | 72,4       |
| Métis             | 1,9                | 1,6           | 2,9        |
| Asiatiques        | 2,6                | 2,5           | 4,8        |
| Afro-Américains   | 1,0                | 1,4           | 12,6       |
| Autres            | 0,5                | 1,0           | 6,4        |
| Amérindiens       | 0,2                | 0,2           | 0,9        |
| Total             | 100                | 100           | 100        |
|                   |                    |               |            |
| Latino-Américains | 1,8                | 2,8           | 16,7       |

Selon l'American Community Survey, pour la période 2011-2015, 92,82 % de la population âgée de plus de 5 ans déclare parler l'anglais à la maison, 1,66 % le français, 1,10 % l'espagnol, 0,52 % une langue chinoise et 3,91 % une autre langue.